# أركيف
أركيف هو موقع ويب من نوع قاعدة بيانات حيوية ومتحف افتراضي ‏ وقاعدة بيانات على النت أنشئ في 20 مايو 2003، وهو متوفر باللغة الإنجليزية.

## وصلات خارجية
- الموقع الرسمي